# アーリンク・アルゲリッチ財団
アーリンク・アルゲリッチ財団 (AAF)はグスタフ・アーリンクとマルタ・アルゲリッチによって創設された財団。

## 概要
当初は国際ピアノコンクールの財政支援という形で始まったが、現在はそれに加えて国際ピアノコンクールの研究といった側面を強く持つことになった。ピアノコンクールの研究をする人物は近年増加傾向にあるとはいえ、課題曲から審査員の質に至るまでクラシック音楽のピアノコンクールのすべてを研究する財団は目下これが世界初であると推定される。
承認プロセスはまずローカルコンクールの調査から始まり、有力なピアニストを生み出せる根拠があれば即日助成している。かつてはWFIMCからAAFの承認を受けるケースが多々有ったものの、近年はAAFからWFIMCの承認を受けるケースもある。AAFの助成を受けた年の翌年には受けるのをやめたりする国際ピアノコンクールも見られる。
創設人のグスタフ・アーリンクが各種のマイナーからローカルの国際ピアノコンクールを視察するため、20世紀末から21世紀初頭にかけて徐々に日本人ピアニストへその存在が知られるようになった。現在も精力的に各地の国際ピアノコンクールを観察しており、AAFの承認を受けようとするローカルコンクールが後を絶たない。

## 助成
助成を受ける前のコンクールの情報も積極的に収集しているが、インフォメーションは開示されない。助成を受けた後のコンクールはAAFへ情報開示が行われたことを示すため、課題曲、日時、審査員、賞金などがAAFへ事細かに提示される。
2015年のショパン国際ピアノコンクールはファイナル進出を逃したピアニストディナーラ・クリントンへアーリンク・アルゲリッチ財団特別賞が授与された。